# Скулкрафт (Мічиган)
Скулкрафт (англ. Schoolcraft) — селище (англ. village) в США, в окрузі Каламазу штату Мічиган. Населення — 1466 осіб (2020).

## Географія
Скулкрафт розташований за координатами 42°7′1″ пн. ш. 85°38′1″ зх. д. / 42.11694° пн. ш. 85.63361° зх. д. (42.116959, -85.633722).  За даними Бюро перепису населення США в 2010 році селище мало площу 2,53 км², уся площа — суходіл.

## Демографія
Згідно з переписом 2010 року, у селищі мешкало 1525 осіб у 616 домогосподарствах у складі 405 родин. Густота населення становила 602 особи/км².  Було 661 помешкання (261/км²).
Расовий склад населення:
| - 95,6 % — білих - 1,0 % — корінних американців - 1,0 % — чорних або афроамериканців - 0,6 % — азіатів |

До двох чи більше рас належало 1,4 %. Частка іспаномовних становила 2,0 % від усіх жителів.
За віковим діапазоном населення розподілялося таким чином: 26,4 % — особи молодші 18 років, 60,7 % — особи у віці 18—64 років, 12,9 % — особи у віці 65 років та старші. Медіана віку мешканця становила 38,1 року. На 100 осіб жіночої статі у селищі припадало 97,5 чоловіків;  на 100 жінок у віці від 18 років та старших — 93,8 чоловіків також старших 18 років.
Середній дохід на одне домашнє господарство  становив 59 280 доларів США (медіана — 49 205), а середній дохід на одну сім'ю — 77 153 долари (медіана — 66 319). Медіана доходів становила 44 231 долар для чоловіків та 32 857 доларів для жінок. За межею бідності перебувало 7,4 % осіб, у тому числі 0,0 % дітей у віці до 18 років та 7,7 % осіб у віці 65 років та старших.
Цивільне працевлаштоване населення становило 793 особи. Основні галузі зайнятості: виробництво — 27,9 %, освіта, охорона здоров'я та соціальна допомога — 15,4 %, роздрібна торгівля — 12,5 %, мистецтво, розваги та відпочинок — 10,8 %.